# 洪一鳴
洪一鳴（1959年9月4日—），綽號一鳥，香港男演員，前香港無線電視職員、雜工、劇務，熱衷在TVB劇集擔任配角。2014年於劇集《單戀雙城》中飾演「椰青哥」一角曾為網民所留意。
2014年12月7日，在無綫工作了28年的洪一鳴，在微博宣佈自己已經離職。之後他還叫大家有工作需要時記得要找他。由於洪一鳴跟不少藝人非常老友，所以此帖一出即引起極大迴響，眾藝員前往其微博慰問，再一度被網民留意，且引來傳媒報導。

## 演出作品

### 電視劇（無綫電視）
- 1992年：大時代 飾 警察（第37集）
- 1992年：極度空靈 飾 司機
- 1993年：孽吻 飾 警察/師兄（第19集）
- 1994年：新父子時代 飾 报贩
- 1995年：萬里長情 飾 村民
- 1995年：O記實錄 飾 一鳥
- 2003年：衝上雲霄 飾 旅客（第2集）
- 2005年：聊斋（贰） 飾 画生
- 2013年：愛·回家 飾 茶餐廳伙記（第325集）
- 2014年：單戀雙城 飾 椰青哥

### 電視劇（邵氏兄弟）
- 2018年：飛虎之潛行極戰 飾 犯罪集團成員「Number 6」

### 電視劇（ViuTV）
- 2022年：季前賽 飾 董事

## 參與劇務
- 1994年：《驚心都市》
- 2013年：《衝上雲霄II》
- 2013年：《巨輪》
- 2015年：《華麗轉身》
- 2015年：《鬼同你OT》
- 2020年：《使徒行者3》助理編導

## 外部連結
- 洪一鳴的新浪微博